# Pseudo-Lennox-Syndrom
Das Pseudo-Lennox-Syndrom ist eine relativ seltene Form der Epilepsie. Ihren Namen hat sie von der Ähnlichkeit der Anfälle zu denen des Lennox-Gastaut-Syndromes.
Das Pseudo-Lennox-Syndrom beginnt in der Regel zwischen dem zweiten und dem siebten Lebensjahr. Meist sind Kinder betroffen, welche bereits eine leichte allgemeine Entwicklungsstörung oder Teilleistungsstörungen haben (die sich im Verlauf der Erkrankung verstärken können); es kann aber auch bei Kindern völlig normaler Entwicklung und bei dem Vorliegen von Hirnschädigungen auftreten.

## Ursache
Sieht man von Fällen mit einer vorhandenen Hirnschädigung ab, so ist das Auftreten idiopathisch (auch genuin genannt) begründet. Das bedeutet, dass es keinen bekannten auslösenden Grund gibt. Man nimmt an, dass solche Epilepsien auf einer erhöhten Anfallsbereitschaft von Gebieten der Hirnrinde während der Hirnreifung in der kindlichen Entwicklung beruhen.
Dies unterscheidet das Pseudo-Lennox- vom Lennox-Gastaut-Syndrom, bei dem die Ursache in der Regel bereits bekannt oder durch Untersuchungen erkennbar ist. Auch treten beim Pseudo-Lennox im Gegensatz zu diesem keine rein tonischen Anfälle auf (siehe unten). Die Übergänge zwischen diesen Syndromen sind jedoch fließend, ebenso zum Landau-Kleffner-Syndrom.

## Anfallsformen beim Pseudo-Lennox-Syndrom

### Tonische Anfälle
Die genannten tonischen Anfälle sind solche, bei denen es während des Anfalles am gesamten Körper des Betroffenen zu starken Muskelversteifungen kommt, die durch eine Verkrampfung der Skelettmuskulatur bewirkt werden. Dies kann einige Sekunden bis hin zu mehreren Minuten dauern. Der Betroffene verliert dabei das Bewusstsein, oft sind deshalb gefährliche Stürze die Folge. Es tritt ein kurzzeitiger Atemstillstand ein, was manchmal zu einer Blauverfärbung der Lippen oder des Gesichtes führt. Oft wird der Blick nach oben verdreht, die Pupillen erweitern sich, der Kopf kann gebeugt und der Mund geöffnet sein. Auch die Arme werden oft leicht gebeugt und angehoben, ebenso kann die Hüfte sich beugen. Manchmal kommt es aufgrund der Verspannung des Kiefers zu einem Biss auf die Zunge. Dennoch sollte niemals versucht werden, etwas zwischen die Zähne zu schieben, da dies zu weitaus größeren Schäden bis hin zum Erstickungstod führen kann.
Beim Pseudo-Lennox-Syndrom treten solche tonischen Anfälle nicht einzeln auf, sondern nur in Kombination mit anderen Anfallsformen.

### Anfallsvielfalt
Ansonsten jedoch ist gerade eine ungewöhnliche Vielfalt von Anfallserscheinungen kennzeichnend für das Pseudo-Lennox-Syndrom. Im Folgenden werden die wichtigsten davon nacheinander kurz erläutert:

### Rolando-Anfälle
Es kommt oft zu Rolando-Anfällen, welche eine recht häufig vorkommende Anfallsform im Kindesalter sind. Gelegentlich entwickelt das Pseudo-Lennox-Syndrom sich aus einer anfänglich bestehenden klassischen Rolando-Epilepsie weiter.

### Grand-Mal-Anfälle (tonisch-klonisch)
Außerdem treten generalisierte, also das gesamte Gehirn betreffende tonisch-klonische Anfälle auf. Diese entsprechen dem klassischen Grand-Mal-Anfall. Das bedeutet, dass es nach einer plötzlich auftretenden tonischen Anfallsphase, wie sie oben beschrieben wurde, in allen Gliedmaßen zu rhythmischen Zuckungen (Kloni von griechisch „klonos“ für „heftige Bewegung“) der Beugemuskeln kommt, deren zunächst hohes Tempo sich im Verlauf des Anfalles verlangsamt. In dieser klonischen Phase setzt die Atmung wieder ein, oft durch stöhnende Geräusche begleitet. Während eines solchen generalisierten tonisch-klonischen Anfalles kann es zum Einnässen und/oder Einkoten kommen. Es kann auch ein erhöhter Speichelfluss auftreten. Nach dem Abklingen der Zuckungen erschlafft der Körper. Die Bewusstlosigkeit dauert in den meisten Fällen danach noch einige Minuten an. Daran anschließend folgt meist ein tiefer, langer Schlaf oder seltener ein langsames Erwachen. Nach dem Anfall hält in der Regel noch lange ein Zustand großer Müdigkeit und Erschöpfung an, oft kombiniert mit schmerzhaftem Muskelkater. Es können sich auch Kopfschmerzen zeigen. Bei manchen anderen Epilepsieformen treten klonische Anfälle auch ohne die beschriebene tonische Phase in Erscheinung.
Bei tonischen und tonisch-klonischen Anfällen kann es durch den plötzlichen, ungeschützten Sturz zu schweren Verletzungen kommen. Unerfahrene Zeugen eines solchen Anfalles sollten die Umgebung des Betroffenen von Gegenständen freiräumen, an denen er sich durch die Zuckungen stoßen könnte, ansonsten aber nicht versuchen, in den Anfallsverlauf einzugreifen.
Dauert der gesamte Anfall länger als maximal fünf Minuten, so sollte ein Notarzt gerufen werden, da in diesem Fall ein Status beginnt, der eine Lebensgefahr für den Betroffenen bedeuten kann. Kurze Grand-Mal-Anfälle hingegen sollten zwar in ihrem Ablauf möglichst genau beobachtet werden, da dies eine Hilfe für den behandelnden Arzt bedeuten kann, sind aber nicht lebensbedrohlich. Häufig haben die Angehörigen der Betroffenen ein Notfallmedikament zur Hand, das im Falle eines Status epilepticus verabreicht werden kann und ihn in den meisten Fällen unterbricht.

### Myoklonische Anfälle
Eine weitere beim Pseudo-Lennox-Syndrom auftretende Anfallsform sind myoklonische Anfälle. Sie sind ebenfalls durch Muskelzuckungen gekennzeichnet. Jedoch treten sie im Gegensatz zu Kloni nur sehr kurz und sehr plötzlich, schockartig in Erscheinung. Meist dauern sie nur Sekundenbruchteile, seltener mehrere Sekunden. Sie ähneln dem Zusammenzucken, wie es bei jähem, starkem Erschrecken vorkommt. Sie müssen nicht den ganzen Körper erfassen, sondern können sich auch auf einzelne Muskeln oder Muskelgruppen beschränken. Meistens betreffen sie mehr oder weniger symmetrisch beide Körperhälften. Myoklonische Zuckungen sind meist sehr heftig, weshalb es dabei zu Stürzen kommen kann. Auch können in der Hand gehaltene Gegenstände durch die Zuckungen fortgeschleudert werden. Es können auch – nicht rhythmische – Serien solcher Zuckungen auftreten (Myoklonien). Bei Myoklonien bleibt jedoch im Gegensatz zu klonischen Anfällen das Bewusstsein erhalten. Auch kann man sie dadurch unterscheiden, dass jene im Gegensatz zu Myoklonien rhythmisch ablaufen. Begonnene Tätigkeiten können nach einem Myoklonus fortgeführt werden.
Es gibt auch nicht-epileptische myoklonische Zuckungen, wie z. B. die physiologischen, also nicht krankhaften Einschlafzuckungen oder die gutartigen Schlaf-Myoklonien des Säuglings.

### Atonisch-astatische Anfälle
Atonisch-astatische Anfälle und atonische Nickanfälle treten ebenfalls beim Pseudo-Lennox-Syndrom auf. Sie sind durch eine plötzliche generalisierte, also den ganzen Körper betreffende Muskelerschlaffung (Atonie) gekennzeichnet. Ein atonisch-astatischer Anfall zeigt sich deshalb in einem Zusammensacken des Körpers oder einem Einknicken der Knie. Oft ist ein Sturz die Folge, welcher der Namensgeber für den Wortteil „astatisch“ ist. Meist steht der Betroffene aber gleich danach wieder auf. Bei einem atonischen Nickanfall „nickt“ hingegen lediglich der Kopf nach vorne.
Geht dem Anfall eine Myoklonie voraus, so spricht man von einem myoklonisch-astatischen Anfall. Auch bei diesen Anfällen bleibt das Bewusstsein meist erhalten. Sie können jedoch auch von einer kurzen Absence begleitet werden (siehe unten).

### Atypische Absencen
Auch atypische Absencen sind beim Pseudo-Lennox-Syndrom zu beobachten. Absencen (von Absence, franz. „Abwesenheit“) werden durch eine generalisierte epileptische Erregung des Gehirnes verursacht, die jedoch von milderer Ausprägung ist, als es bei den oben beschriebenen generalisierten tonischen bzw. tonisch-klonischen und klonischen Anfällen der Fall ist. Darum kommt es hierbei nicht zu einem völligen Bewusstseinsverlust, sondern nur zu einer Trübung des Bewusstseins, weil einzelne Strukturen des Gehirns in ihrer Tätigkeit trotz der Generalisierung unbeeinträchtigt bleiben. Ein alter Ausdruck für diese Anfallsform ist „kleiner Anfall“ oder auch Petit-Mal (franz. „kleines Übel“).
Typische Absencen treten sehr plötzlich auf. Dabei halten Betroffene plötzlich einige Sekunden lang in ihrer Bewegung inne, reagieren nicht mehr auf äußere Reize wie Ansprache oder Berührungen (wodurch man sie von einer physiologischen „Geistesabwesenheit“, einem tiefen In-Gedanken-versunken-Sein, einem Tagträumen unterscheiden kann) und bekommen einen leeren Blick sowie ein ausdruckslos wirkendes Gesicht.
Ebenso plötzlich kehrt das volle Bewusstsein zurück und die Betroffenen fahren, oft nach einer kurzen Verunsicherung, einem Stutzen über den Aussetzer in ihrer Wahrnehmung, in ihrer durch die Absence unterbrochenen Tätigkeit fort. In den meisten Fällen haben sie keine Erinnerung an die Absence. Treten mit der beschriebenen einfachen Absence (auch simple oder blande Absence genannt) noch andere Anfallserscheinungen auf, so spricht man von einer komplexen Absence.
Beim Pseudo-Lennox-Syndrom treten solche klassischen Absencen in einer Sonderform auf, der atypischen („ungewöhnlichen“) Absence.
Bei ihnen sind die Übergänge vom und in den Wachzustand nicht so plötzlich, sondern verlaufen langsamer, schleichend. Auch ist die Bewusstseinseintrübung oft weniger stark, so dass eine verminderte Reaktion auf Ansprache erhalten bleiben kann. Auch bei ihnen kann es zu Begleiterscheinungen wie leichten Zuckungen im Gesicht, etwa in Form eines Blinzelns oder von Zuckungen des Augenlides oder des Mundwinkels kommen. Manchmal sind auch sie gleichzeitig mit Myoklonien und Atonien verbunden, wie sie oben beschrieben wurden.
Bei atypischen Absencen zeigt sich ein anderes EEG-Muster im Vergleich zu typischen Absencen, und auch bei den mit ihnen zugleich auftretenden Myoklonien stellt sich die dabei zu beobachtende EEG-Veränderung anders dar als bei den klassischen myoklonischen Absencen.

### Status epilepticus
Beim Pseudo-Lennox-Syndrom besteht eine Neigung zum Auftreten von Staten.
Ein Status bedeutet, dass die Anfälle entweder wesentlich länger andauern, als es normalerweise der Fall wäre, oder aber in dauernden Serien so kurz hintereinander auftreten, dass der Betroffene keine Gelegenheit hat, sich dazwischen wieder zu erholen.
Grundsätzlich ist ein Status bei allen Anfallsformen möglich.
Ein Grand-Mal-Status kann beispielsweise aufgrund von langdauernden Atemstillständen oder einem Herzversagen zum Tode führen. Andere Staten sind nicht lebensbedrohlich, können aber bei häufigem Auftreten oder wenn sie nicht unterbrochen werden zu Entwicklungsrückschritten in nicht unerheblichem Ausmaß führen. Bei einem Absence-Status können Betroffene über Stunden oder sogar Tage hinweg in eine Art Dämmerzustand verfallen, der nicht immer als epileptischer Status erkannt wird, weil sie manchmal dennoch begrenzt ansprechbar und zu fahrigen Handlungen fähig bleiben.

### ESES oder CSWS
Darüber hinaus kann es als weiterer Anfallsform zu einem ESES kommen, einem bioelektrischen Status im Schlaf („electrical status epilepticus during slow sleep“), auch CSWS bzw. CSWSS genannt („continuous spikes and waves during slow sleep“), der eine ständige epileptische Entladung im Gehirn während des Schlafes bedeutet und nur durch eine EEG-Ableitung im Schlafzustand erkennbar ist.

## EEG-Veränderungen
Das EEG zeigt beim Pseudo-Lennox-Syndrom immer eine schwere multifokale Veränderung, besonders im Schlaf. Eine multifokale Veränderung bedeutet, dass das Anfallsgeschehen an mehreren Stellen, sogenannten Herden, im Gehirn gleichzeitig oder nacheinander auftritt. Manchmal sind die Anfälle auch sekundär generalisiert (breiten sich nach dem Beginn in einem Fokus, dem Anfallsherd, auf das gesamte Gehirn aus.)
Das Pseudo-Lennox-Syndrom ist häufig mit einem ESES (einem bioelektrischen Status im Schlaf) verbunden, das sich in einer charakteristischen Veränderung des EEG während einer Ableitung im Schlaf zeigt. Besonders diese ununterbrochene generalisierte hypersynchrone (also epilepsietypische) Entladung im Schlaf sowie Anfallsstaten können schwerwiegende bleibende Entwicklungsstörungen zur Folge haben, bis hin zu einer schweren geistigen Behinderung.

## Behandlung
Eine ausreichende Behandlung des Pseudo-Lennox-Syndromes und insbesondere auch des ESES ist wegen der Gefahr von schwerwiegenden Entwicklungsrückständen sehr wichtig. Doch gestaltet diese sich meist schwierig. Deshalb weisen gut die Hälfte der Betroffenen gegen Ende der Pubertät erhebliche Rückstände in ihrer geistigen Entwicklung auf.
Es gibt verschiedene Antikonvulsiva (Medikamente zur Behandlung einer Epilepsie), die beim Pseudo-Lennox-Syndromes eingesetzt werden. Sie werden zunächst in Monotherapie eingesetzt, meist jedoch in Kombinationstherapie von mehreren Medikamenten, da eines allein vielfach keine ausreichende Wirkung zeigt. In der Regel beginnt man mit dem Wirkstoff Sultiam. Danach wird meist Valproat oder Lamotrigin gewählt, manchmal auch zusätzlich Clobazam oder Suximide (z. B. Ethosuximid). Schließlich können auch Corticosteroide (z. B. Cortisol) bzw. ACTH zum Einsatz kommen.
Häufig treten begleitend zum Pseudo-Lennox-Syndrom und besonders zum ESES massive, oft aggressiv geprägte Verhaltensauffälligkeiten und Hyperaktivität auf, die nicht erziehungsbedingt sind und bei denen deshalb Erziehungsmaßnahmen nur begrenzt wirksam sind. Diese Auffälligkeiten können durch entsprechende medikamentöse Behandlung meist etwas gemildert werden.

## Prognose
Trotz der damit verbundenen Gefahren für die Entwicklung des betroffenen Kindes wird das Pseudo-Lennox-Syndrom zu den benignen (gutartigen) Epilepsien gezählt. Dies ist der Fall, weil in den meisten Fällen die Betroffenen mit Ende der Pubertät anfallsfrei werden. Das wiederum ist ein Indiz dafür, dass vermutlich tatsächlich eine gestörte Hirnreifung die Ursache ist, die sich im Laufe der mit der Pubertät verbundenen Entwicklungsschübe verbessert.
Doch auch nach erfolgter Anfallsfreiheit sind die meisten im Verlaufe der Epilepsie aufgetretenen Probleme in der Entwicklung irreversibel, also unumkehrbar, so dass es meist trotz Entwicklungsfortschritten nach erreichter Anfallsfreiheit bei schweren Beeinträchtigungen der Betroffenen bleibt. Das betrifft insbesondere häufig aufgetretene kognitive Einschränkungen, das heißt solche in der geistigen Entwicklung. Dennoch gibt es – selten – auch Betroffene, deren Intelligenz auf normalem Niveau bleibt oder sogar – sehr selten – formal den Kriterien einer Hochbegabung entspricht.